# Liste der Stadtpräsidenten von Sitten
Die Liste der Stadtpräsidenten von Sitten führt die Präsidenten der Gemeinde Sitten auf.

## Präsidenten
| Amtsperiode | Name                         | Partei |
| ----------- | ---------------------------- | ------ |
| 1918–1920   | Henri Leuzinger (1879–1956)  | KVP    |
| 1920–1945   | Joseph Kuntschen (1883–1954) | KVP    |
| 1945–1952   | Adalbert Bacher (1892–1952)  | KVP    |
| 1953–1955   | Georges Maret (1907–?)       | KVP    |
| 1955–1962   | Roger Bonvin (1907–1982)     | KVP    |
| 1962–1972   | Emil Imesch (1899–1972)      | CVP    |
| 1972–1972   | Antoine Dubuis (* 1926)      | CVP    |
| 1973–1984   | Félix Carruzzo (1925–2011)   | CVP    |
| 1985–1996   | Gilbert Debons (* 1938)      | CVP    |
| 1997–2008   | François Mudry (* ?)         | CVP    |
| 2009–2016   | Marcel Maurer (* 1953)       | FDP    |
| 2017–       | Philippe Varone (* 1964)     | FDP    |